# 최혜심
최혜심(1976년 12월 14일 ~ )은 대한민국의 극동방송 아나운서다.

## 학력
- 한양대학교